# هاري ريمز
هاري ريمز (بالإنجليزية: Harry Reems)‏ (27 أغسطس 1947 – 19 مارس 2013)، ممثل إباحي أمريكي راحل، عرف بتمثيله في الفيلم الإباحي الكلاسيكي عام 1972 حلق عميق. وكان أحد أغزر الممثلين إنتاجا في صناعة الإباحية في السبعينات. تقاعد من هذه الصناعة في عام 1989.

## حياته
هاري ريمز ولد يوم 27 أغسطس 1947 في مدينة نيويورك بولاية نيويورك الأمريكية من عائلة يهودية، تخرج من جامعة بيتسبرج بولاية بنسيلفانيا وبعد تخرجه انضم للمارينز (قوات مشاة البحرية الأمريكية) (United States Marine Corps) . دخل في مجال الإباحي سنة 1970 ومثل أكثر من 50 فيلم إباحي أشهرهم فيلم حلق عميق سنة 1972 مع النجمة الإباحية الراحلة ليندا لوفليس (Linda Loveless) وفيلم Devil in Miss Jones 1 سنة 1973 وفيلم Trashy Lady الذي حصل عنه جائزة 1986 عربى [الإنجليزية] كأحسن ممثل.
في سنة 1989 اعتزل هاري ريمز عمله في مجال الإباحية؛ وفي سنة 1990 اعتنق الديانة المسيحية في كنيسة مدينة پارك سيتى بولاية يوتا الأمريكية وتزوج سيدة الأعمال جيانى ستيريت (Jeanne Sterret) وعاشا مع بعضهما إلى أن توفي هاري، ولم ينجبا أطفال.

## وفاته
في يوم 19 مارس 2013 مات هاري ريمز في مستشفى مدينة سولت ليك سيتى بولاية يوتا نتيجة مضاعفات مرض سرطان البنكرياس.

## روابط خارجية
- هاري ريمز على موقع IMDb (الإنجليزية)
- هاري ريمز على موقع إن إن دي بي (الإنجليزية)
- هاري ريمز على موقع ديسكوغز (الإنجليزية)
- هاري ريمز على موقع قاعدة بيانات الفيلم (الإنجليزية)
- هاري ريمز على موقع كينوبويسك (الروسية)